# Traders (Computerspiel)
Traders ist eine Wirtschaftssimulation des Herstellers Linel aus dem Jahre 1991. Bis zu vier Spieler steuern gleichzeitig ihre Spielfigur – genannt „Plubber“. Oberstes Ziel für jeden Plubber ist es, in einem geschäftlichen Wettrennen gegen die Konkurrenz Erster zu werden und dadurch den Sieg davonzutragen. Um dies zu erreichen, muss ein entsprechendes Vermögen angehäuft werden. Dies kann durch geschicktes Anbauen von Feldern, taktisches Handeln mit Produkten oder kleine Überfälle auf die Mitspieler erfolgen.

## Spielprinzip
Das Spielprinzip von Traders basiert auf dem Klassiker M.U.L.E. Im Gegensatz zum Vorbild können die Spieler hier jedoch immer alle gleichzeitig und miteinander agieren. Jedes Spiel besteht aus mehreren Runden, welche wiederum in verschiedene Sequenzen unterteilt sind. Jeder Spieler befindet sich im Wettstreit mit seinen Mitspielern, ist jedoch bis zu einem gewissen Grade immer auch zur Zusammenarbeit gezwungen. Erschwerend kommt hinzu, dass der Planet von einer Art mutierter Riesenschnecke namens FatMike beherrscht wird, welcher von seinen Untergebenen – also den Spielern – regelmäßig Abgaben in Form von (genießbaren) Schnecken verlangt. Seinen Forderungen nicht Folge zu leisten kann zu drakonischen Strafen führen.

## Rezeption
Grafik und Sound seien etwas bieder. Die Steuerung sei makellos. Die vielfältigen Einstellmöglichkeiten seien beeindruckend. Die Anleitung sei witzig geschrieben. Der Spielablauf sei zunächst schwer verständlich. Der Schwierigkeitsgrad sei hoch. Nur vier Level werden mitgeliefert.